# Breathe Carolina
Breathe Carolina is een Amerikaans producententrio uit Denver, Colorado, opgericht in 2007. In 2012 brak het door met de videoclip Blackout. Destijds combineerde het trio elementen van elektronische muziek met rockmuziek. Inmiddels heeft het zich tot de EDM gewend en publiceert het muziek bij het Nederlandse label Spinnin' Records.

## Bezetting
Huidige bezetting
- David Schmitt (zang, keyboards, synthesizer)
- Eric Armenta (drums)
- Tommy Coops (gitaar, keyboards, synthesizer)

Voormalige leden
- Kyle Even (achtergrondzang, programmering)
- Ian Winans (zang)
- Joshua Aragon (gitaar, basgitaar, keyboards)
- Luis Bonet (dj, synthesizer, keyboards, programmering)

## Geschiedenis
De band werd opgericht in 2007 door de zangers Kyle Even en David Schmitt. De naam komt van een droom die David Schmitt als kind had. In 2007 bracht het duo hun eerste ep Gossip uit. De nummers van de ep en zes nieuwe composities vormden de basis voor het debuutalbum It’s Classy, Not Classic, dat in 2008 uitkwam. Het tweede album Hello Fascination, uitgebracht in 2009, steeg naar #43 in de Billboard 200. De band heeft al getoerd met A Skylit Drive, Family Force 5, Brokencyde en andere artiesten. Ze droeg bij aan een cover van de hit See You Again van Miley Cyrus op de compilatie Punk Goes Pop 2. In 2009 waren ze te zien in de Vans Warped Tour op het SmartPunk.com-podium. Voor hun live optredens huurde het duo een live band in, bestaande uit twee toetsenisten (Joshua Andrew speelt ook gitaar) en een drummer. De band nam deel aan de compilatie Punk Goes Pop 3 van Fearless Records en Rise Records met een cover van het nummer Down van Jay Sean.
Op 22 juli 2011 werd het derde studioalbum Hell Is What You Make It uitgebracht bij Fearless Records. De eerste single van dit album heet Blackout. Het door dubstep beïnvloedde nummer was erg populair en bereikte onder andere de hitlijsten in Duitsland, Oostenrijk en het Verenigd Koninkrijk. Met meer dan een miljoen verkopen in de Verenigde Staten behaalde het daar de platinastatus. Op 10 juli 2012 werd het studioalbum Hell Is What You Make It: RELOADED opnieuw uitgebracht onder Columbia Records. Dit album bevat hun nieuwste single Hit and Run en een remixversie van de Britse Wideboys. Ook een bijgewerkte versie van Last Night (Vegas) en een nieuw nummer Reaching For The Floor. Medio oktober 2013 kondigde de band aan, dat zanger Kyle Even de band had verlaten om bij zijn pasgeboren kind en familie te zijn. Het vierde album Savages werd toch uitgebracht op 15 april 2014. Met dit album belichaamden ze vooral hun oude stijl en behaalden daarmee hun grootste hit tot nu toe in de Amerikaanse albumhitlijsten. In de producties waren echter ook sporen van electro en progressieve housemuziek te horen. Een nieuwe zanger kwam niet bij de band, in plaats daarvan kregen ze gastzangers voor hun live-optredens, van wie sommigen afkomstig waren van andere bands.
Na een platencontract bij het Nederlandse EDM-platenlabel Spinnin’ Records in 2014, veranderden ze hun muziekstijl volledig. Terwijl ze eerder naast elektronische muziek ook het gebied van rockmuziek bestreken, kunnen hun huidige producties bijna uitsluitend worden geclassificeerd op het gebied van progressieve en electro house. Titels als Hero (Satellite), More Than Ever met Ryos en Ruins samen met Angelika Vee werden grote hits in de downloadportal Beatport en konden naar de top van de genre-hitlijsten gaan. Op 26 februari 2016 brachten de Nederlandse dj en producent Hardwell hun single Soldiers in première, die ze samen met Blasterjaxx opnamen. Kort daarna creëerden ze het nummer Marco Polo met het EDM-project Bassjackers en producent Reez. Tegelijkertijd verscheen er een bewerking voor Cuebrick, APEK en Linneys Safe. Na het nummer Giants brachten ze in het najaar de ep Sleepless uit. Dit is gebaseerd op de destijds zeer populaire toekomstige basstijl. De nummers Stable zijn gemaakt met Crossnaders en uitgebracht als singles.
Eind 2016 werd een tweede ep aangekondigd. Deze was veel meer gericht op progressieve en big room house-georiënteerde nummers. De eerste single Echo (Let Go), opgenomen met IZII, kwam echter nog steeds overeen met haar toekomstige basstijl. Aan de andere kant bleek het nummer dat Talisman samen met Olly James produceerde een electro house nummer. De ep Oh-So-Hard werd uitgebracht op 23 december 2016. Aan het begin van het nieuwe jaar werden de nummers Atlantis met Dropgun en Swede Dreams van Break of Dawn als single uitgebracht, wat voor een zeer positieve respons zorgde. In februari 2017 brachten ze hun tweede samenwerking Can't Take It met Bassjackers uit.

## Discografie

### Studioalbums
- 2008: It's Classy, Not Classic
- 2009: Hello Fascination
- 2011: Hell Is What You Make It
- 2014: Savages
- 2019: Dead: The Album

### Ep's
- 2007: Gossip
- 2013: Bangers Mixtape
- 2016: Sleepless
- 2016: Oh So Hard

### Singles
- 2008: Diamonds
- 2010: Hello Fascination
- 2010: I.D.G.A.F.
- 2010: The Dressing Room
- 2011: Blackout
- 2012: Hit And Run
- 2013: Savages
- 2014: Sellouts (feat. Danny Worsnop)
- 2015: All I Wanna
- 2015: Anywhere But Home (met APEK)
- 2015: Hero (Satellite) (met Y&V)
- 2015: Platinum Hearts (feat. Karra)
- 2015: Stars & Moon (met Shanahan feat. Haliene)
- 2015: More than Ever (met Ryos)
- 2016: Ruins (feat. Angelika Vee)
- 2016: Lovin' (met APEK feat. Neon Hitch)
- 2016: Soldier (met Blasterjaxx)
- 2016: Marco Polo (met Bassjackers & Reez)
- 2016: Safe (met Cuebrick & APEK feat. Linney)
- 2016: Giants (met Husman & Carah Faye)
- 2016: See The Sky (met Jay Cosmic & Haliene)
- 2016: Stable (met Crossnaders)
- 2016: Echo (Let Go) (met IZII)
- 2016: Talisman (met Olly James)
- 2017: Atlantis (met Dropgun)
- 2017: Break Of Dawn (met Swede Dreams)
- 2017: Can't Take It (met Bassjackers feat. CADE)

### Muziekvideo's
- 2008:	Diamonds
- 2010:	Hello Fascination
- 2010: I.D.G.A.F.
- 2010: Down	Motionarmy
- 2011:	Blackout
- 2012:	Hit And Run
- 2014:	Sellouts